# 摩纳哥统治者列表
摩纳哥親王（法語：prince de Monaco）或摩纳哥女親王（法語：princesse de Monaco）是摩纳哥公国的君主和國家元首。前者是摩納哥男性國家元首的頭銜，後者是女性國家元首的頭銜。所有摩納哥君主都是格里马尔迪王朝王室成員。截至2005年摩納哥君主兰尼埃三世去世时，他是欧洲在位时间最长的君主。统治摩纳哥達八世纪的格里马尔迪王朝也是欧洲統治時間最长的王朝。

## 摩纳哥统治者
| 姓名                                                          | 肖像 | 即位           | 离位           | 备注 |
| ------------------------------------------------------------- | ---- | -------------- | -------------- | --- |
| 弗朗索瓦·格里马尔迪                                           |      | 1297年1月8日   | 1301年4月10日  | - 弗朗索瓦·格里马尔迪是热那亚一个归爾甫派领袖，1297年占领摩纳哥地方，建立起岩石上的国家，成为王朝奠基人。 - 它的堂弟兰尼埃是摩纳哥第一个格里马尔迪王朝统治者。 |
| 卡涅领主兰尼埃一世                                            |      | 1297年1月8日   | 1301年4月10日  | - 弗朗索瓦·格里马尔迪是热那亚一个归爾甫派领袖，1297年占领摩纳哥地方，建立起岩石上的国家，成为王朝奠基人。 - 它的堂弟兰尼埃是摩纳哥第一个格里马尔迪王朝统治者。 |
| 从1301年4月10日至1331年9月12日处于热那亚共和国-吉伯林派控制下 |      |                |                | |
| 摩纳哥领主                                                    |      |                |                | |
| 夏尔一世 (死于1357年8月6日前)                                 |      | 1331年9月12日  | 1357年8月      | - 兰尼埃一世之子，从热那亚夺回岩石。 - 赢得芒通 (1346) 和罗克布吕讷 (1355)。 - 1352年6月29日之后与——共同统治 - 安东尼奥（1358年逝世），兰尼埃一世幼弟 - 兰尼埃二世 (1350–1407)，夏尔一世之子 - 加布里埃尔，夏尔一世之子 |
| 兰尼埃二世 (1350–1407)                                        |      | 1352年6月29日  | 1357年8月15日  | - 夏尔一世之子 - 1352年6月29日起共同统治 - 摩纳哥在热那亚两万舰队围困下屈服。但保留芒通和罗克布吕讷。 |
| 从1357年8月15日至1395年1月处于热那亚共和国-吉伯林派控制下     |      |                |                | |
| 路易 （死于1402年11月5日）                                    |      | 1395年1月      | 1395年12月19日 | - 夏尔一世之子 - 与让一世共治 |
| 让一世 （1382年－1454年5月8日）                               |      | 1395年1月      | 1395年12月19日 | - 兰尼埃二世之子 - 与路易共治 |
| 从1395年12月19日至1397年5月11日处于热那亚控制下               |      |                |                | |
| 路易 (死于1402年11月5日)                                      |      | 1397年5月11日  | 1402年11月5日  | |
| 从1402年11月5日至1419年6月5日处于热那亚控制下                 |      |                |                | |
| 让一世 (1382年－1454年5月8日)                                 |      | 1419年6月5日   | 1454年5月8日   | - 兰尼埃二世之子让、安布鲁瓦兹和安托万从热那亚买回摩纳哥并共同统治至1427年。在安托万死后，让从它的兄弟们手中买下芒通和罗克布吕讷。 - 1436年10月3日至11月摩纳哥被米兰公国占领，处于热那亚总督比亚吉奥·阿塞雷托（Biagio Assereto）控制下。 - 1441年11月20日，让获得摩纳哥主权。 - 让的遗嘱取代了萨利克法和男嗣优先继承法，允许女性继承者。                                    |
| 安布鲁瓦兹 (死于1433年)                                       |      | 1419年6月5日   | 1427年         | - 兰尼埃二世之子让、安布鲁瓦兹和安托万从热那亚买回摩纳哥并共同统治至1427年。在安托万死后，让从它的兄弟们手中买下芒通和罗克布吕讷。 - 1436年10月3日至11月摩纳哥被米兰公国占领，处于热那亚总督比亚吉奥·阿塞雷托（Biagio Assereto）控制下。 - 1441年11月20日，让获得摩纳哥主权。 - 让的遗嘱取代了萨利克法和男嗣优先继承法，允许女性继承者。                                    |
| 安托万 (死于1427年)                                           |      | 1419年6月5日   | 1427年         | - 兰尼埃二世之子让、安布鲁瓦兹和安托万从热那亚买回摩纳哥并共同统治至1427年。在安托万死后，让从它的兄弟们手中买下芒通和罗克布吕讷。 - 1436年10月3日至11月摩纳哥被米兰公国占领，处于热那亚总督比亚吉奥·阿塞雷托（Biagio Assereto）控制下。 - 1441年11月20日，让获得摩纳哥主权。 - 让的遗嘱取代了萨利克法和男嗣优先继承法，允许女性继承者。                                    |
| 卡塔兰 (死于1457年)                                           |      | 1454年5月8日   | 1457年7月      | |
| 克洛迪娜 (c. 1451 – 1515年11月19日)                           |      | 1457年7月      | 1458年3月16日  | - 祖母波梅莉娜·弗雷戈索（Pomellina Fregoso）摄政 - 1465年嫁给表弟兰贝托。 |
| 兰贝托 (c. 1420 – 1494年3月)                                  |      | 1458年3月16日  | 1494年3月      | |
| 让二世 (1468 – 1505年10月11日)                                |      | 1494年3月      | 1505年10月11日 | - 兰贝托和克洛迪娜之子 - 被他的弟弟吕西安谋杀 |
| 吕西安 (1487 – 1523年8月22日)                                 |      | 1505年10月11日 | 1523年8月22日  | - 兰贝托和克洛迪娜之子 - 谋杀他的兄长让二世 - 被他的外甥多尔恰夸的巴塞洛缪·多里亚（Bartholomew Doria）谋杀 |
| 奥诺雷一世 (1522年12月16日 – 1581年10月7日)                   |      | 1523年8月22日  | 1581年10月7日  | - 吕西安之子 - 期间摄政： - 奥古斯坦·格里马尔迪（Augustine Grimaldi），格拉斯主教，1523年8月22日－1532年4月14日 - 尼古拉·格里马尔迪（Nicholas Grimaldi），1532年4月14日－23日 - 艾蒂安·格里马尔迪（Étienne Grimaldi），1532年4月23日－1540年12月16日 |
| 夏尔二世 (1555年－1589年5月17日)                              |      | 1581年10月7日  | 1589年5月17日  | - 奥诺雷一世之子 |
| 埃居尔 (1562年9月24日 – 1604年11月29日)                       |      | 1589年5月17日  | 1604年11月29日 | - 奥诺雷一世之子 - 被谋杀 |
| 摩纳哥亲王                                                    |      |                |                | |
| 奥诺雷二世 (1597年12月24日 – 1662年1月10日)                   |      | 1604年11月29日 | 1662年1月10日  | - 埃居尔之子 - 1616年前由瓦尔德塔雷德的弗朗西斯·兰迪（Francis Landi）亲王摄政 - 1612年，奥诺雷二世开始使用Prince（中文译作大公或亲王不一）头衔，1633年西班牙国王腓力四世承认摩纳哥为主权公国，1641年法国国王路易十三在《佩罗讷条约》中承认。 |
| 路易一世 (1642年7月25日 – 1701年1月3日)                       |      | 1662年1月10日  | 1701年1月2日   | - 奥诺雷二世之孙 |
| 安托万一世 (1661年1月25日 – 1731年2月20日)                    |      | 1701年1月2日   | 1731年2月20日  | - 路易一世之子 |
| 路易絲-希波莉特 (1697年10月10日 – 1731年12月29日)             |      | 1731年2月21日  | 1731年12月29日 | - 安托万一世之女 - 由其丈夫雅各一世（Jacques Goyon de Matignon）共治 |
| 雅各一世 (1689年11月21日 – 1751年4月23日)                     |      | 1731年12月29日 | 1733年11月7日  | - 路易丝·伊波利特的丈夫 - 1731年2月21日开始共治 - 1732年5月20日离开摩纳哥，他的妻弟安托万·格里马尔迪代理摄政。 - 1733年11月7日放弃君位。 |
| 奥诺雷三世 (1720年11月10日 – 1795年3月21日)                   |      | 1733年11月7日  | 1793年1月19日  | - 雅克一世和路易丝·伊波利特之子 - 1784年11月28日前由舅舅安托万·格里马尔迪摄政。 |
| 法国占领 1793年1月19日－1814年5月17日                         |      |                |                | |
| 国民大会                                                      |      | 1793年1月19日  | 1793年2月24日  | 主席: 约瑟夫·巴列拉（Joseph Barriera） |
| 法国吞并                                                      |      | 1793年2月24日  | 1814年5月17日  | 总督： - 阿尔芒·路易·德·贡托（Armand Louis de Gontaut），法国军事指挥官 1793年2月24日－1793年3月1日 - 亨利·格雷戈瓦尔（Henri Grégoire），法国专员 1793年3月1日之后 - 格雷戈瓦·马里·雅戈（Grégoire Marie Jagot），法国专员 |
| 反法同盟占领 1814年5月17日－6月17日                           |      |                |                | |
| 奧諾雷四世 (1758年5月17日 – 1819年2月16日)                    |      | 1814年5月30日  | 1819年2月16日  | - 奧諾雷三世之子 - 1795年3月21日起称亲王 - 摄政： - 約瑟夫·格里馬爾迪，他的兄弟，1814年6月17日－23日 - 国务委员会，1814年6月23日－1819年3月4日 成员：路易·米洛-特拉薩尼（Louis Millo-Terrazzani）、奧拉斯·普雷蒂·德·聖安布魯瓦茲（Horace Pretti de Saint-Ambroise）、安托萬·西加爾迪、約瑟夫·雷伊、奧諾雷·阿爾比尼。 - 奧諾雷·格里馬爾迪，儿子，1815年3月3日－1819年2月16日 |
| 奧諾雷五世 (1778年5月13日 – 1841年10月2日)                    |      | 1819年2月16日  | 1841年10月2日  | - 奧諾雷四世之子 - 1815年3月3日起摄政 |
| 佛洛雷斯坦一世 (1785年10月10日 – 1856年6月20日)               |      | 1841年10月2日  | 1856年6月20日  | - 奧諾雷五世之子 |
| 查理三世 (1818年12月8日 – 1889年9月10日)                      |      | 1856年6月20日  | 1889年9月10日  | - 弗洛雷斯坦一世之子 |
| 阿爾貝一世 (1848年11月13日 – 1922年6月26日)                   |      | 1889年9月10日  | 1922年6月26日  | - 查理三世之子 |
| 路易二世 (1870年7月12日－ 1949年5月9日)                       |      | 1922年6月26日  | 1942年11月6日  | - 阿爾貝一世之子 |
| 義大利王國佔领 1942年11月11日－1943年9月8日                   |      |                |                | |
| 義大利王國的傀儡政权                                          |      | 1942年11月11日 | 1943年9月8日   | |
| 納粹德國佔領                                                  |      | 1943年9月8日   | 1944年10月11日 | |
| 同盟国占领 1944年10月12日－1945年5月5日                       |      |                |                | |
| 路易二世                                                      |      | 1945年5月5日   | 1949年5月9日   | - 重登王位 |
| 兰尼埃三世 (1923年5月31日－ 2005年4月6日)                     |      | 1949年5月9日   | 2005年4月6日   | - 路易二世之孙 - 2005年3月31日后由他的儿子阿爾貝監國 |
| 阿爾貝二世 (1958年3月14日－)                                  |      | 2005年4月6日   | 在位           | - 蘭尼埃三世之子 - 2005年3月31日起代替父亲監國 |